# Carlo Fassi
Carlo Fassi (* 20. Dezember 1929 in Mailand; † 20. März 1997 in Lausanne, Schweiz) war ein italienischer Eiskunstläufer und Eiskunstlauftrainer.
Während seiner Karriere als Eiskunstläufer wurde Fassi von 1945 bis 1954 zehnmal in Folge italienischer Meister. Bei Europameisterschaften gewann er fünf Medaillen. 1950 und 1951 wurde er Dritter, 1952 Vize-Europameister und 1953 und 1954 schließlich Europameister. Bei den Weltmeisterschaften reichte es zu einer Bronzemedaille, die er 1953 hinter den beiden US-Amerikanern Hayes Alan Jenkins und James Grogan gewann. Er nahm an zwei Olympischen Spielen teil. 1948 in St. Moritz wurde er 15. und 1952 in Oslo Sechster. Seine eigenen sportlichen Erfolge sind jedoch bei weitem nicht zu vergleichen mit den Erfolgen, die er als Trainer feiern konnte.
Nach dem Ende seiner Karriere als Eiskunstläufer schlug Fassi die Trainerlaufbahn ein. Von 1956 bis 1961 trainierte er im Olympiastadion von Cortina d’Ampezzo. Dort war er auch vier Jahre lang der Trainer des italienischen Weltmeisterschaftsteams. Eine seiner ersten Schülerinnen war die junge deutsche Eiskunstläuferin Christa von Kuczkowski, die später seine Frau wurde und mit ihm drei Kinder hatte: Riccardo, Monika und Lorenzo.
1961 kam die gesamte Mannschaft der USA, die zu der Eiskunstlauf-Weltmeisterschaft in Prag unterwegs war, bei einem Flugzeugabsturz in der Nähe von Brüssel ums Leben, woraufhin die Weltmeisterschaft abgesagt wurde. Als Folge dieses tragischen Unglücks suchten die USA neue Trainer. Fassi wurde als Nachfolger des tödlich verunglückten Edi Scholdan Cheftrainer im berühmten Broadmoor Skating Club in Colorado Springs. Ab diesem Zeitpunkt wurde er zu einem der erfolgreichsten Trainer der Welt. So trainierte er unter anderem Peggy Fleming, Dorothy Hamill, John Curry, Robin Cousins und Jill Trenary. Scott Hamilton und Paul Wylie trainierte er in der Frühphase ihrer Karriere. Er trainierte auch den deutschen Läufer Norbert Schramm, um ihn für die Olympischen Winterspiele 1984 vorzubereiten. Eiskunstläufer aus aller Welt kamen, um bei Fassi zu trainieren, was seinem Trainingscamp eine internationale und kosmopolitische Atmosphäre verlieh. Auf Fassis Trainerkonto gehen vier Olympiasiege und acht Weltmeistertitel. Zum Vergleich: Jutta Müllers Schüler brachten es auf drei Olympiasiege und zehn Weltmeistertitel. Neben seiner Reputation als exzellenter technischer Trainer galt er auch als Meister der Politik in der Eiskunstlaufwelt. Er besaß die Fähigkeit, die Aufmerksamkeit der Punktrichter auf seine Schüler zu lenken. Fassi wurde zu einer Ikone des Eiskunstlaufsports. In der Zeichentrickserie Die Peanuts, entwickelte Snoopy ein alter ego als Eiskunstlauftrainer, dem Fassi als Vorlage diente.
Fassi starb völlig unerwartet während der Weltmeisterschaft 1997 in Lausanne an einem Herzinfarkt. Dort war er als Trainer der US-Amerikanerin Nicole Bobek anwesend.

## Ergebnisse
| Wettbewerb / Jahr            | 1945 | 1946 | 1947 | 1948 | 1949 | 1950 | 1951 | 1952 | 1953 | 1954 |
| ---------------------------- | ---- | ---- | ---- | ---- | ---- | ---- | ---- | ---- | ---- | ---- |
| Olympische Winterspiele      |      |      |      | 15.  |      |      |      | 6.   |      |      |
| Weltmeisterschaften          |      |      |      |      | 8.   |      | 6.   | 6.   | 3.   |      |
| Europameisterschaften        |      |      |      |      | 4.   | 3.   | 3.   | 2.   | 1.   | 1.   |
| Italienische Meisterschaften | 1.   | 1.   | 1.   | 1.   | 1.   | 1.   | 1.   | 1.   | 1.   | 1.   |